# Plectreurys
Genre
Plectreurys est un genre d'araignées aranéomorphes de la famille des Plectreuridae.

## Distribution
Les espèces de ce genre se rencontrent au Mexique, aux États-Unis, en Amérique centrale et à Cuba.

## Liste des espèces
Selon World Spider Catalog (version 24.5, 16/08/2023) :
- Plectreurys angela Gertsch, 1958
- Plectreurys ardea Gertsch, 1958
- Plectreurys arida Gertsch, 1958
- Plectreurys bicolor Banks, 1898
- Plectreurys castanea Simon, 1893
- Plectreurys ceralbona Chamberlin, 1924
- Plectreurys conifera Gertsch, 1958
- Plectreurys deserta Gertsch, 1958
- Plectreurys globosa Franganillo, 1931
- Plectreurys hatibonico Alayón, 2003
- Plectreurys janzeni Alayón & Víquez, 2011
- Plectreurys misteca Gertsch, 1958
- Plectreurys mojavea Gertsch, 1958
- Plectreurys monterea Gertsch, 1958
- Plectreurys nahuana Gertsch, 1958
- Plectreurys oasa Gertsch, 1958
- Plectreurys paisana Gertsch, 1958
- Plectreurys palacioscardieli Chamé-Vázquez & Jiménez, 2023
- Plectreurys schicki Gertsch, 1958
- Plectreurys tecate Gertsch, 1958
- Plectreurys tristis Simon, 1893
- Plectreurys valens Chamberlin, 1924
- Plectreurys vaquera Gertsch, 1958
- Plectreurys zacateca Gertsch, 1958

Selon World Spider Catalog (version 23.5, 2023) :
- † Plectreurys pittfieldi Penney, 2009

## Systématique et taxinomie
Ce genre a été décrit par Simon en 1893 dans les Sicariidae. Il est placé dans les Plectreuridae par Gertsch en 1958.

## Publication originale
- Simon, 1893 : Histoire naturelle des araignées. Paris, vol. 1, p. 257-488 (texte intégral).